# Лентьево (Псковский район)
Лентьево — деревня в Ядровской волости Псковского района Псковской области.
Расположена в 23 км (по дороге) от южной границы Пскова и деревни Черёха.
| 2001 | 2002 | 2010 |
| ---- | ---- | ---- |
| 26   | ↗32  | ↘18  |